# Bruna Colombetti-Peroncini
Bruna Colombetti-Peroncini   (Milà, 27 de gener de 1936 - Milà, 26 de juliol de 2008) fou una tiradora d'esgrima italiana, especialista en floret, que va competir durant les dècades de 1950 i 1960.
Era neta del gran mestre d'esgrima Luigi Colombetti i va ser alumne de l'escola de Giuseppe Mangiarotti a Milà. El seu nebot Alfredo Rota també fou medallista olímpic.
Durant la seva carrera esportiva va prendre part en quatre edicions dels Jocs Olímpics d'Estiu, el 1956, 1960, 1964 i 1968. Destaca la medalla de bronze guanyada als Jocs de Roma de 1960 en la prova del floret per equips del programa d'esgrima.
En el seu palmarès també destaquen vuit medalles al Campionat del món d'esgrima, una d'or, dues de plata i quatre de bronze, entre les edicions de 1953 i 1965. Guanyà el campionat italià de floret individual el 1955, 1958 i 1959.